# Gary Alexander (Toningenieur)
Gary Alexander (geboren vor 1976) ist ein US-amerikanischer Tonmeister.

## Leben
Alexander begann seine Karriere 1976 mit dem Russ-Meyer-Exploitationfilm Drüber, drunter und drauf. 1986 gewann er gemeinsam mit Chris Jenkins, Larry Stensvold und Peter Handford den Oscar in der Kategorie Bester Ton für Jenseits von Afrika. Zudem gewann er 1991 den BAFTA Film Award in der Kategorie Bester Ton für Die fabelhaften Baker Boys. Neben der Arbeit beim Film war Rogers häufig für das US-amerikanischen Fernsehen tätig, und war an zahlreichen Fernsehfilmen und Fernsehserien beteiligt, darunter Die Schöne und das Biest, Twin Peaks und Beverly Hills, 90210. Für sein Wirken war er drei Mal für den Primetime Emmy nominiert, wobei er die Trophäe 1987 für Max Headroom gewinnen konnte.

## Filmografie (Auswahl)
- 1976: Drüber, drunter und drauf (Up!)
- 1977: Atemlos vor Angst (Sorcerer (The Wages of Fear))
- 1980: Overkill – Durch die Hölle zur Ewigkeit (Fukkatsu no hi)
- 1982: American Diner (Diner)
- 1984: Das Philadelphia Experiment (The Philadelphia Experiment)
- 1984: Gegen jede Chance (Against All Odds)
- 1985: Jenseits von Afrika (Out of Africa)
- 1986: ¡Drei Amigos! (¡Three Amigos!)
- 1988: Big
- 1988: Die grellen Lichter der Großstadt (Bright Lights, Big City)
- 1989: Die fabelhaften Baker Boys (The Fabulous Baker Boys)
- 1989: Star Trek V: Am Rande des Universums (Star Trek V: The Final Frontier)
- 1991: Mystery Date – Eine geheimnisvolle Verabredung (Mystery Date)
- 1995: Heat
- 1996: Space Jam
- 1997: Im Körper des Feindes (Face/Off)
- 1998: Blues Brothers 2000
- 1998: Hard Rain
- 1998: Pleasantville – Zu schön, um wahr zu sein (Pleasantville)
- 1999: Schlaflos in New York (The Out-of-Towners)
- 2001: Milo – Die Erde muss warten (Delivering Milo)
- 2001: Pootie Tang
- 2003: Gothika ()

## Auszeichnungen (Auswahl)
- 1986: Oscar in der Kategorie Bester Ton für Jenseits von Afrika
- 1991: BAFTA Film Award in der Kategorie Bester Ton für Die fabelhaften Baker Boys